# Syrisca albopilosa
Syrisca albopilosa är en spindelart som beskrevs av Cândido Firmino de Mello-Leitão 1941. 
Syrisca albopilosa ingår i släktet Syrisca och familjen sporrspindlar. Artens utbredningsområde är Colombia. Inga underarter finns listade i Catalogue of Life.